# Jean de Paris (Boieldieu)
Jean de Paris (deutsch: Johann von Paris) ist eine Opéra-comique in zwei Akten des französischen Komponisten François-Adrien Boieldieu und des Librettisten Claude Godard D’Aucourt de Saint-Just.

## Geschichte
Seine Uraufführung erlebte das Werk am 4. April 1812 an der Opéra-Comique in Paris und stand dort bis 1863 auf dem Spielplan. Gewidmet war die Oper dem Komponisten André-Ernest-Modeste Grétry. Jean de Paris war ein großer Erfolg für Boieldieu, der sich mit dieser Opéra-comique nach siebenjährigem Russland-Aufenthalt im Jahre 1812 auf der Pariser Opernbühne zurückmeldete.
Noch im Jahr der Premiere in Paris kam Johann von Paris in verschiedenen deutschen Übersetzungen in Deutschland und Österreich ebenfalls zur Aufführung. Ignaz Franz Castelli besorgte seine Übersetzung für das Theater am Kärntnertor (Wien), Ignaz von Seyfried arbeitete für das Theater an der Wien und die Übersetzung von Karl Alexander Herklots kam in Berlin auf die Bühne.
Diese Oper – und ihr Stoff – erfreute sich großer Beliebtheit, so dass bereits 1818 eine neue Vertonung von Francesco Morlacchi (Musik) und Felice Romani (Libretto) in Mailand aufgeführt wurde. 1831 komponierte Gaetano Donizetti seinen Gianni di Parigi. 1969 erarbeiteten Ernst Gärtner, Arthur Scherle und Siegfried Köhler ihre Neufassung des Johann von Paris.

## Handlung

### Erster Akt – Platz vor dem Wirtshaus (vor wilder Bergkulisse)
Die Prinzessin von Navarra reist nach Paris um den Dauphin zu heiraten. Tief in den Pyrenäen ist ein Wirtshaus ausersehen, die Prinzessin samt ihrem Gefolge zu bewirten. Alles ist bereitet und wartet auf den Gast (Chor „Säumet nicht, tut eure Pflicht“). Verkleidet und unter dem Namen Johann von Paris reist der Dauphin seiner Braut entgegen und will sie in ebendiesem Wirtshaus treffen.
Oliviero, der Diener Johanns, trifft ein und verlangt Unterkunft und Verpflegung für seinen Herrn (Terzett „Willkommen Herr Gastwirt“). Da erscheint der Ober-Seneschall der Prinzessin und kündigt deren baldiges Eintreffen an (Arie „Weil man jetzt hier im Haus uns gehorchen wird müssen“). Doch Johann von Paris, der zusammen mit diesem eingetroffen ist, besteht darauf, als der früher Angekommene gewisse Vorrechte zu haben (Quartett: Johann von Paris, Ober-Seneschall, Pedrigo, Lorezza „Darf ein Mensch so etwas wagen?“). Die Prinzessin erreicht das Wirtshaus (Arie „Welche Lust gewährt das Reisen“). Als einzige erkennt sie in Johann ihren Bräutigam und will seine List mit einer weiteren begegnen. Sie nimmt deshalb freundlich dessen Einladung zu einem gemeinsamen Mittagsmahl an.

### Zweiter Akt – Platz vor dem Wirtshaus (später am Tag)
Nach dem Essen sitzen die beiden Brautleute noch zusammen. Oliviero singt eine Romanze („Der Troubadour, stolz auf der Liebe Bande“) Johann von Paris stimmt nach der ersten Strophe mit ein, die Prinzessin nach der zweiten. Nach diesem Lied versammeln sich alle Anwesenden und singen mit dem Chor („Wenn Kastagnetten klingen“). Daraufhin gibt sich Johann als Dauphin und Bräutigam zu erkennen und alle stimmen in das Schlusslied „Der Schönheit Ruhm und Ehre“ mit ein.